# Księstwo siewierskie
Księstwo siewierskie (łac. Ducatus Severiensis; nazwa użyta po raz pierwszy w 1341 roku) – od XIV wieku księstwo we władaniu Piastów: opolsko-raciborskich, bytomskich i cieszyńskich, zależnych od państwa czeskiego. W latach 1312–1337 i 1443–1790 samodzielne księstwo, pod panowaniem książąt siewierskich, którymi od 1443 byli kolejni biskupi krakowscy. W 1790 włączone w granice państwa polskiego.

## Geografia
Księstwo posiadało powierzchnię około 679 km². Granice księstwa miały naturalny charakter i przedstawiały się następująco: ujście rzeki Kamieniczki na północy, na południu i zachodzie koryto rzeki Brynicy przy jej ujściu do Czarnej Przemszy granicząc ze Śląskiem, na wschodzie koryto Warty oraz dolina rzek Mitręgi w okolicach Chruszczobrodu i rzeki Czarnej Przemszy na południowym wschodzie.
W drugiej połowie XVI w. na terenie księstwa było 75 wsi z których 32 były własnością kościelną (42,7%) a 43 stanowiły własność szlachecką (57,3%); tylko cztery z nich: Gniazdów, Grodziec, Lgota, Siedlec (wszystkie będące własnością duchowną) liczyły prawdopodobnie ponad 200 osób. W tym okresie działał młyn (osada młyńska z własną nazwą) Smardzów oraz funkcjonowało sześć kuźnic: Czekanka, Kamienica, Kuźnica Stara, Kuźnica Sulikowska, Mijaczów (Kuźnica Będuska) i Piwonia (Kuźnica Siekaczowska). Z początkiem XVII w. wzmiankowane są: Kuźnica Przeczycka, Kuźnica Remiszowska, Kuźnica Tąpkowska czy Kuźnice Jawiszów (Jachiszów). Około 1600 r. działało w księstwie pięć komór celnych: trzy w miastach będących własnością duchowną (Czeladź, Koziegłowy, Siewierz) oraz dwie we wsiach Warężyn i Zendek. Oprócz zamku w Siewierzu do początków XVI w. funkcjonował zamek w Koziegłowach, który już w 1548 r. opisany został jako "dawno spustoszony".
Pod koniec istnienia w skład księstwa siewierskiego wchodziły ok. 85 wsie i osady, zamek siewierski oraz trzy miasta: Czeladź, Koziegłowy, Siewierz. Miasta te liczyły po ok. 1000 mieszkańców.

## Historia
Samo użycie określenia księstwo przypada na czas władania Piastów cieszyńskich będących lennikami czeskimi. Wcześniej bowiem jeszcze, książę dzielnicy krakowskiej, Kazimierz II Sprawiedliwy, po zdobyciu władzy w 1177, podarował Mieszkowi Plątonogiemu, księciu raciborskiemu, Siewierz wchodzący w skład kasztelanii bytomskiej i wraz z kasztelanią oświęcimską – w odpłacie za wsparcie go w wewnątrzdynastycznych walkach o władzę w Krakowie.
Po przejściu we władanie przez dynastię Piastów, początkowo jako kasztelania, ziemia ta była własnością najpierw linii opolsko-raciborskiej. Następnie, od 1281, władanie przejęli Piastowie bytomsko-kozielscy, a od 1337 cieszyńscy. W okresie pomiędzy 1312 a 1337 r. kasztelania siewierska została objęta we władanie jako samodzielne księstwo przez jednego z synów Kazimierza I bytomskiego – Mieszka, lub co bardziej prawdopodobne – Jerzego.
Po raz pierwszy użycie określenia ‘księstwo’ w odniesieniu do tych terenów datowane jest na rok 1341, co jest echem wcześniejszej sytuacji politycznej.
Historia księstwa, jako księstwa „biskupiego”, rozpoczyna się w pewnym sensie 30 grudnia 1443, gdy od Wacława I cieszyńskiego (który uprzednio restaurował księstwo siewierskie) odkupione zostało za 6 tysięcy grzywien przez biskupa krakowskiego, Zbigniewa Oleśnickiego. Dobra miały przejść we władanie biskupa 1 stycznia następnego roku po uiszczeniu ostatniej raty (procedury w imieniu biskupa krakowskiego dokonał na zamku Lipowiec Jan Długosz), jednak wystąpili przeciwko temu bracia księcia oraz sympatyzujący z husytami: Bolko V Husyta, książę głogówecko-prudnicki oraz pochodzący z bocznej linii dynastii Przemyślidów, Mikołaj V Karniowski. Najdłużej walczył Bolko, pokój podpisany został dopiero w 1453, Mikołaj podpisał rozejm w maju 1444 roku.

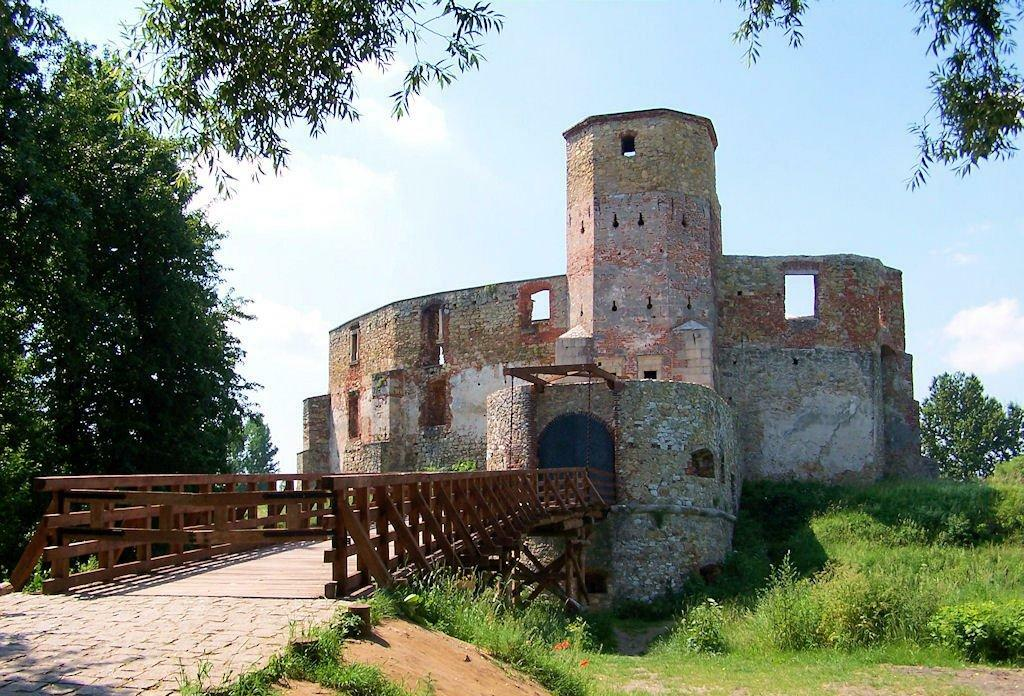
Zamek w Siewierzu

Po zakończeniu sporu w 1453 miasto Siewierz i zamek stały się siedzibą biskupów krakowskich pełniących tutaj rolę książąt siewierskich. Jako pierwszy formalnego tytułu księcia siewierskiego zaczął używać w 1484 biskup Jan Rzeszowski.
Ziemie księstwa były suwerenne terytorialnie i jurysdykcyjnie. Pewna, niejednoznaczna zależność od Rzeczypospolitej wynikała z uwagi na osobę króla, zatwierdzającego kandydaturę na kościelny urząd biskupa krakowskiego. Jednak nie stanowiło to w żaden sposób rozciągnięcia jurysdykcji prawnej Rzeczypospolitej nad Księstwem Siewierskim, gdyż biskupi krakowscy w Siewierzu występowali nie jako najwyżsi przedstawiciele hierarchii kościelnej, tylko jako książęta siewierscy – prawni następcy i kontynuatorzy władzy księcia cieszyńsko-siewierskiego Wacława I i jego poprzedników. Księstwo miało własną gospodarkę, skarb, wojsko oraz surowe prawa z przywilejem katowskim włącznie, co odzwierciedla powiedzenie Kradnij, zabijaj, ale Siewierz omijaj. Nie biło ono jednak swojej monety, a tzw. „dukaty siewierskie” wybite zostały w celach pamiątkowych już po likwidacji księstwa.
W czasie potopu szwedzkiego księstwo nominalnie pozostawało neutralne, jednak na zamku przebywały oddziały hetmana Stefana Czarnieckiego, co skłoniło Szwedów do jego zajęcia.
W 1790 Sejm Wielki przejął księstwo siewierskie na Skarb Państwa i włączył je w granice Rzeczypospolitej.

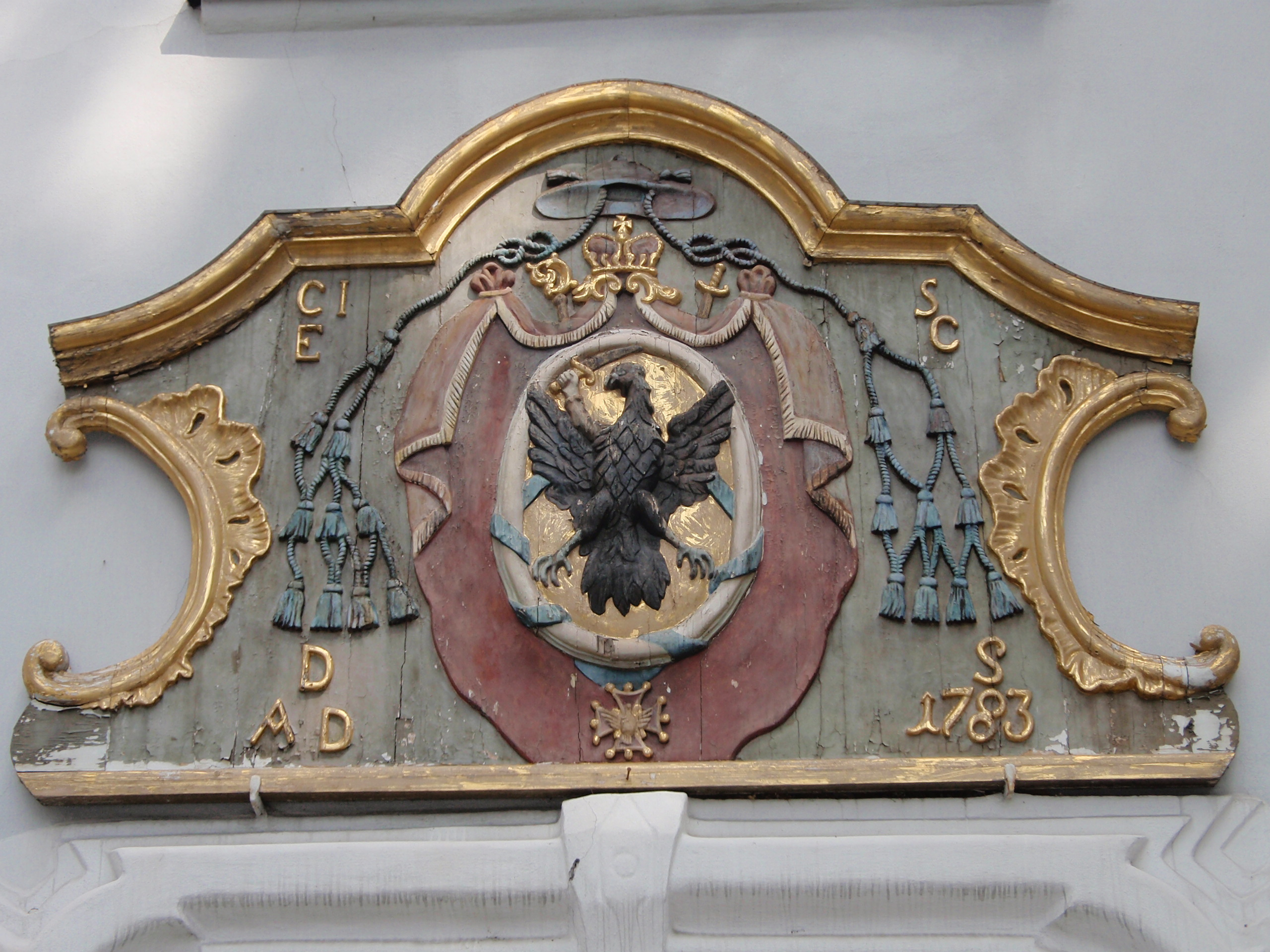
Herb Sołtyk ks. siewierskiego K. Sołtyka, nad wejściem do kościoła św. Macieja w Siewierzu

W 1795 roku po trzecim rozbiorze polskim ziemie dawnego księstwa siewierskiego (oraz inne sąsiednie ziemie małopolskie po rzekę Białą Przemszę) znalazły się w granicach Prus i zostały wcielone do prowincji pod nazwą Nowy Śląsk.

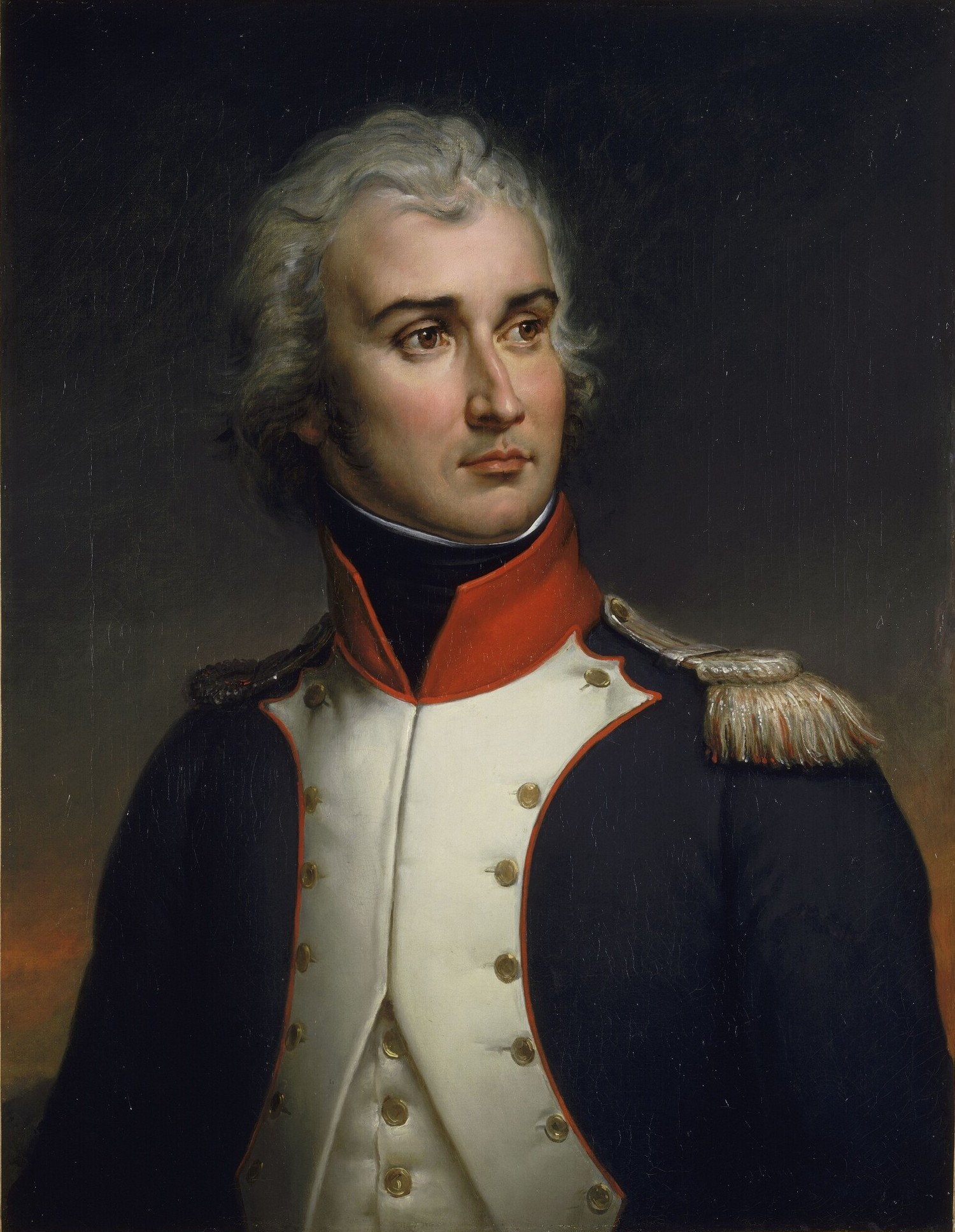
Jean Lannes, marszałek Francji i napoleoński książę siewierski

W 1807 Napoleon Bonaparte restytuował księstwo siewierskie i łącząc je z dominium olkuskim w księstwo olkusko-siewierskie oddał swemu marszałkowi J. Lannesowi, księciu Montebello. Po kongresie wiedeńskim Siewierz znalazł się w granicach Królestwa Kongresowego.
Teren księstwa siewierskiego kojarzony jest często z późniejszym Zagłębiem Dąbrowskim, choć nie ma między nimi żadnej bezpośredniej więzi historyczno-administracyjnej. Jednak obecne obszary głównych miast zagłębiowskich: Sosnowca, Będzina i Dąbrowy Górniczej leżą częściowo, a obszar Czeladzi i Wojkowic w całości na terytorium dawnego księstwa siewierskiego. Częste, lecz nieprawdziwe twierdzenia, czyniące z księstwa siewierskiego protoplastę Zagłębia Dąbrowskiego, wymagają jednak wyjaśnienia, iż większość terenu samej Dąbrowy Górniczej (podobnie jak większa część Sosnowca i Będzina) nigdy do tego księstwa nie należała, zaś samo pojęcie Zagłębia Dąbrowskiego powstało dopiero kilkadziesiąt lat po likwidacji księstwa.
Na mocy reskryptu cesarza Austrii Franciszka I Józefa, biskupi krakowscy w 1889 roku utrzymali tytuł książęcy. Tytułu tego używali aż do czasów po II wojnie światowej. Jako ostatni używał go kardynał Adam Stefan Sapieha (zm. 1951).

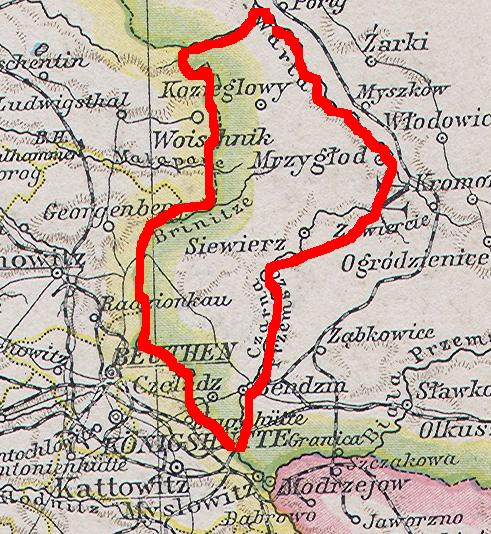
Dawna granica księstwa siewierskiego na tle granic państw zaborczych

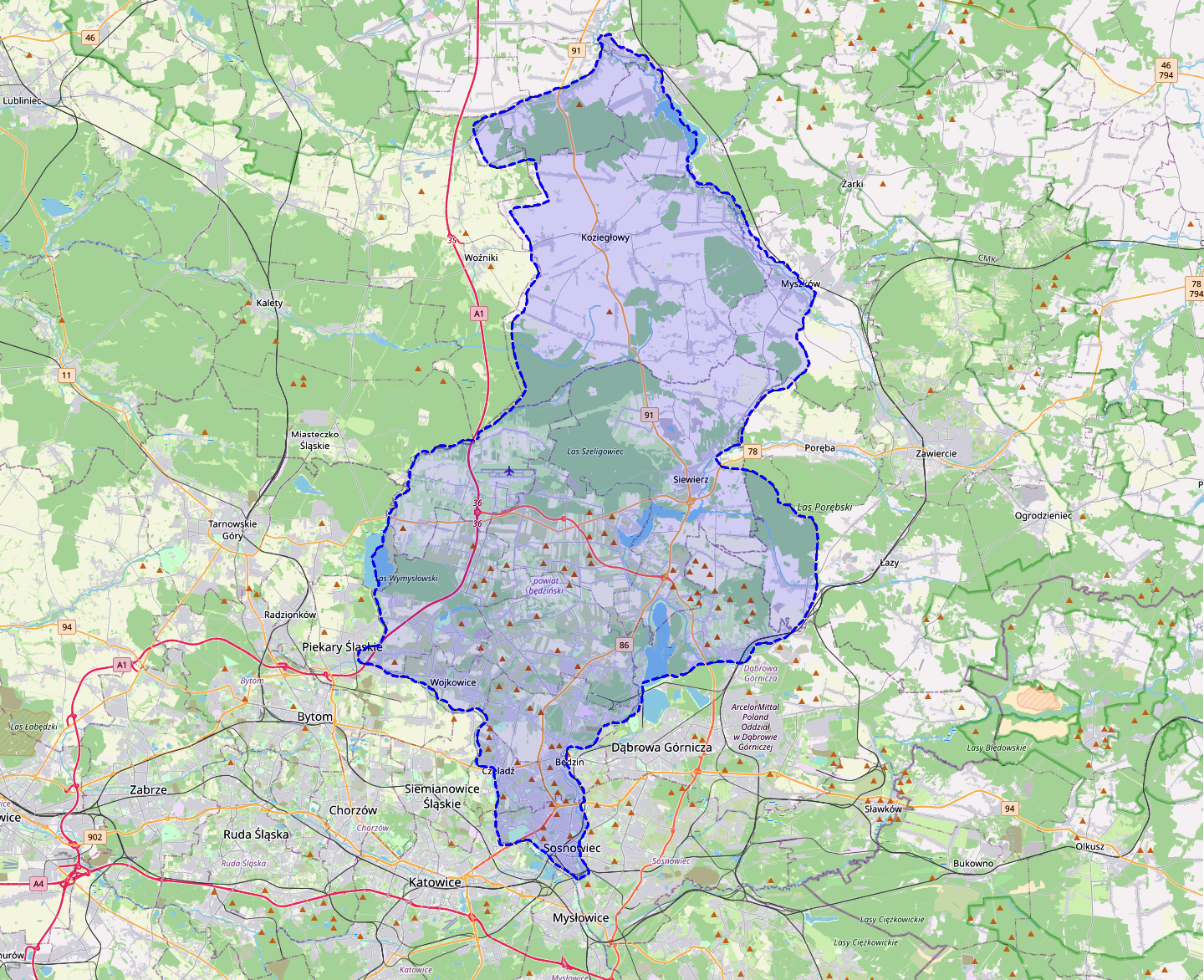
Dawne granice Księstwa Siewierskiego na współczesnej mapie

## Poczet książąt siewierskich
- Mieszko bytomski 1312–1328
- Władysław bytomski 1328–1337
- Kazimierz I cieszyński 1337–1358
- Bolko II Mały 1359–1368
- Przemysław I Noszak 1368–1410
- Wacław I cieszyński 1410–1443
- Zbigniew Oleśnicki 1443–1455
- Tomasz Strzępiński 1455–1460
- Jakub z Sienna 1461–1463
- Jan Gruszczyński 1463–1464
- Jan Lutek 1464–1471
- Jan Rzeszowski 1471–1488
- Fryderyk Jagiellończyk 1488–1503
- Jan Konarski 1503–1524
- Piotr Tomicki 1524–1535
- Jan Latalski 1536–1537
- Jan Chojeński 1537–1538
- Piotr Gamrat 1538–1545
- Samuel Maciejowski 1546–1550
- Andrzej Zebrzydowski 1551–1560
- Filip Padniewski 1560–1572
- Franciszek Krasiński 1572–1577
- Piotr Myszkowski 1577–1591
- Jerzy Radziwiłł 1591–1600